# غریب‌آباد (چشمه زیارت، سه)
غریب‌آباد روستایی در دهستان چشمه زیارت بخش مرکزی شهرستان زاهدان استان سیستان و بلوچستان ایران است.

## جمعیت
بر پایه سرشماری عمومی نفوس و مسکن در سال ۱۳۹۵ جمعیت این مکان ۲۱ نفر (۷خانوار) بوده‌است.